# فقراء ولكن سعداء (فلم)
فقراء ولكن سعداء هو فيلم مصري كوميدي من إنتاج عام 1986م، بطولة سمير غانم وسعيد صالح وآثار الحكيم، وهو من تأليف عصام الجمبلاطي وإخراج السعيد مصطفى.

## الشخصيات
- سمير غانم: المهندس عادل
- سعيد صالح: المهندس حسام
- عبد الله فرغلي: الملّواني بيه صاحب المصنع
- آثار الحكيم: نجلاء(ناني) ابنة صاحب المصنع
- سمية الألفي: سهير ابنة خالة نجلاء
- وحيد سيف: شوقي اليد اليمنى للملّواني بيه
- عبد الوهاب خليل: عطوة أحد عمال المصنع
- فتحية قنديل: الممرضة راوية زوجة عطوة
- المنتصر بالله: سعد الله الحرامي جار المهندس حسام في العمارة
- فريدة سيف النصر: نوجا زوجة سعد الله

## قصة الفيلم
يعمل المهندس حسام في مصنع الملّواني بيه فيقوم صديقه المهندس عادل بزيارته في المصنع ويطلب منه أن يساعده بإيجاد عمل ومسكن لأنه لم يعد قادراً على دفع أجار الغرفة التي يسكن بها، يقوم المهندس حسام بمساعدة صديقه عادل بالسماح له بالإنتقال للعيش معه ويساعده بالحصول على وظيفة في المصنع الذي يعمل به، وبعد إنتقال عادل للعيش مع حسام يكتشف كراهية الجيران وعمّال المصنع لصديقه حسام حيث أنهم يصفونه بالمتكبر والمتعالي على الآخرين، وثم يتضح لعادل أن صديقه حسام بمساعدة شوقي نائب مدير المصنع وبمساعدة سهير قريبة المدير يقومون بسرقة الأموال وتكبيد المصنع خسائر فادحة بدون علم صاحب المصنع الملّواني، يحاول عادل الوقوف بوجه السرقات ولكنه يفشل بسبب ثقة الملّواني العمياء بنائبه شوقي، يقوم المهندس حسام بتعطيل أحد آلات المصنع فيأتي عادل ويقوم بإصلاحها وبعد أن علم الملّواني بالحادثة قام المهندس حسام وشوقي باتهام عادل بتعطيل الآلة والتسبب بخسائر للمصنع ولكن عادل تحمّل المسؤولية وحده ولم يخبر الملّواني أن صديقه حسام هو من قام بتعطيل الآلة فيغضب الملّواني على عادل وتحدث بينهما مشادة كلامية على إثرها تم طرده من المصنع، يندم المهند حسام على ما فعله ويعتذر من صديقه عادل ويحاول مساعدته للعودة إلى المصنع، وذلك عن طريق حضور حفلة عيد ميلاد نجلاء ابنة الملّواني حيث قام حسام بمساعدة سهير بسرقة بطاقة إحدى المدعوّين وأعطوها لعادل، يذهب عادل إلى حفلة عيد الميلاد وعندما رآه الملّواني طلب من الحراس رميه إلى الخارج ولكن نجلاء ابنة الملّواني توقف الحراس وتتعرف على المهندس عادل وبعد أن سمعت قصته تضغط على أبيها لكي يعيد عادل إلى المصنع، تتطور العلاقة بين عادل ونجلاء إلى علاقة وطيدة، يأتي حسام إلى عادل يقترح عليه أن يستغل حب نجلاء له وأن يضع يده على ثروة أبيها فيخبره عادل بأنه لا يحبها ويرفض أن يمثّل عليها ذلك للحصول على ثروتها، يقطع عادل علاقته مع نجلاء وإثر ذلك تسقط نجلاء بنوبة مرضية، يذهب الملّواني إلى عادل ويخبره بأن ابنته تعاني من مرض خطير ويطلب مساعدته فيوافق عادل على ذلك، ينزعج حسام وشوقي من توطد العلاقة بين عادل ونجلاء ويخططان لسرقة المصنع فتذهب سهير وتتصل بالشرطة ثم تذهب الى عادل وتخبره بما حدث، يخاف عادل على صديقه حسام فيذهب الى المصنع ليوقفه قبل أن يسرق فتصل الشرطة وتقبض على عادل وتظن أنه كان يسرق المصنع معهم، تدخل نجلاء الى المستشفى بعد أن علمت بأن عادل في السجن ويخبر الطبيب والدها بأنها تحتاج لنقل دم ولكن دمها من فصيلة نادرة، في هذه الأثناء تذهب سهير الى الشرطة وتشهد بأن حسام هو من أراد السرقة فيخرج عادل من السجن ويذهب الى المستشفى حيث اتضح أن زمرة دم عادل هي من نفس زمرة دم نجلاء فينقذ حياتها ويتزوجها أما شوقي وحسام فيدخلان السجن.

## وصلات خارجية
- مقالات تستعمل روابط فنية بلا صلة مع ويكي بيانات